# Köpingebro sockerbruk

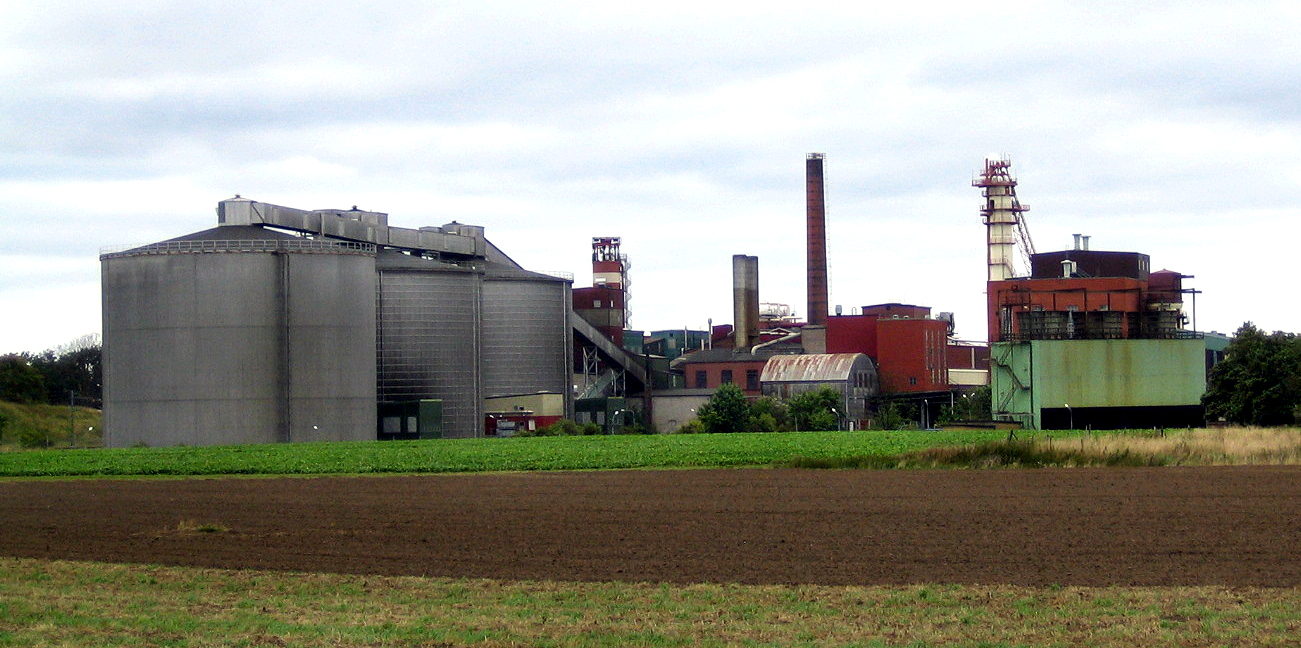
Köpingebro sockerfabrik.

Köpingebro sockerbruk var ett sockerbruk i Köpingebro utanför Ystad som stod färdigbyggt i oktober 1894 efter nära ett års byggtid. Det var i drift fram till 2006. Två år efter invigningen hade anläggningen blivit Sveriges största sockerbruk. Den drivande kraften bakom brukets tillblivelse var Jacob Lachmann.  

Han ägde ett sockerraffinaderi i Ystad och var i behov av svenskt råsocker. Han importerade socker från Västindien, där han och hans bror hade egna sockerrörsplantager. 1893 fattade Sveriges riksdag ett beslut att subventionera den inhemska sockerproduktionen. Utöver själva sockerbruket fanns det även smedja, reparationsverkstad, snickeriverkstad, förråd, magasin, brandstation, bangård, lokstall och bostäder. 
Under våren 1894 uppfördes en arbetarkasern i två våningar med sovsalar och gemensamt kök för cirka 80 personer. Dessutom byggdes en arbetarbostad med tre lägenheter om två rum och kök samt en restaurationsbyggnad i tre våningar med flera tjänstemannabostäder. Vid byggnaderna anlades en park. Två år senare byggde man ut så att bruket kunde ta hand om cirka 150 arbetare till betkampanjerna.
Sockerbruket stängdes vid utgången av 2006.

## Kapacitet
År 1896 var brukets kapacitet 850 ton betor per dygn. År 1940 var kapaciteten 3 050 ton per dygn. År 1981 var kapaciteten 5 950 ton betor per dygn.

## Antal arbetare
År 1912 fanns 79 årsarbetare samt 345 kampanjarbetare.
| År   | Juli | November | Medeltal under året |
| ---- | ---- | -------- | ------------------- |
| 1929 | 90   | 301      | 126                 |
| 1946 | 174  | 350      | 213                 |